# Liceo classico statale Nicola Spedalieri
Il Liceo classico statale Nicola Spedalieri è un istituto di istruzione superiore italiano. Si trova a Catania, nel quartiere Antico Corso.
È intitolato a Nicola Spedalieri (1740-1795), sacerdote e filosofo di Bronte. Tra gli istituti storici di Catania, l'istituto è considerato uno dei principali licei classici statali della provincia.
Il liceo offre ai suoi studenti vari indirizzi di studio, come quello biomedico, l’indirizzo Cambridge IGCSE e l’indirizzo d’apprendimento della lingua cinese.
Ha annoverato, fra i suoi studenti ed insegnanti, personalità illustri e membri della classe dirigente catanese ed italiana.

## Storia
Le origini della scuola risalgono all'emanazione del decreto proditattoriale del 17 ottobre 1860, con cui furono istituiti a Catania, il Regio Liceo, di cui il primo preside fu il monsignor Giuseppe Coco Zanghì, e il Regio Ginnasio, sotto la direzione provvisoria dell'avvocato Giuseppe Privitera, ufficialmente inaugurati il 19 dicembre 1861. I due istituti furono successivamente unificati con R.D. del 4 marzo 1865, ed intitolati al nome di Nicola Spedalieri (1740-1795), sacerdote e filosofo originario di Bronte.

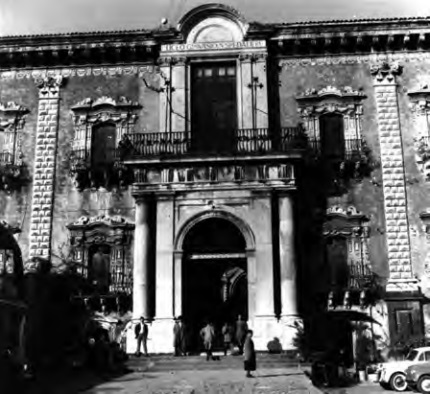
Anni 1960: foto del Liceo Spedalieri al Monastero dei Benedettini di Catania

Sistemato provvisoriamente nell'antico palazzo del seminario arcivescovile di Piazza Duomo, il Regio Liceo Ginnasio "Nicola Spedalieri" nell'anno scolastico 1871-72 fu trasferito nei locali dell'ex monastero di San Nicolò l'Arena, in Piazza Dante, e rappresentò la sua sede per oltre un secolo. L'aumento del numero di iscritti rese necessario l'abbandono dell'ex monastero benedettino, e pertanto nel 1969, sotto la presidenza del professor Giuseppe Boemi, il Liceo Spedalieri venne trasferito presso un ampio e moderno complesso edilizio costruito nel quartiere Antico Corso, che da allora rappresenta la sua sede.

## L'edificio
L'attuale sede del Liceo classico statale Nicola Spedalieri di Catania, è stata costruita sul finire degli anni sessanta nell'ambito del processo di sventramento e risanamento del quartiere Antico Corso. L'edificio si estende su una superficie di circa 20.000 m², tra piazza Annibale Riccò e via Antico Corso, ed è costituito da blocchi in cemento armato, opportunamente giuntati tra loro, di altezza differente, variabile da due a tre elevazioni fuori terra, ed un piano seminterrato. La facciata intonacata presenta finestre modulari, che si ripetono su tutti i prospetti.
Nel XXI secolo, la struttura ha subito interventi di ristrutturazione e di messa in sicurezza, soprattutto all'interno dei locali. Sul lato Est, di recente costruzione, insiste l'auditorium, anch'esso realizzato in cemento armato con copertura piana e lucernai. Il numero complessivo di aule è di 31 unità.
All'ingresso principale dell'istituto, è presente il busto bronzeo dell'abate Nicola Spedalieri, cui l'istituto è dedicato. Sono altresì presenti un'ampia aula magna destinata alle riunioni, una palestra coperta, un laboratorio multimediale, un laboratorio di scienze, un laboratorio di fisica, una biblioteca, un'area fitness ed un cortile all'aperto destinati allo svolgimento delle attività motorie.

## Personalità legate all'istituto[8][3]

### Insegnanti
- Ettore Caporali
- Leonardo Grassi
- Mario Rapisardi

### Studenti
- Corrado Barbagallo, storico
- Pippo Baudo, presentatore televisivo
- Vitaliano Brancati, scrittore
- Francesco Coco, militare decorato di medaglia d'oro al valor militare
- Luigi Condorelli, chirurgo
- Orazio Condorelli, giurista e politico
- Michele Giorgianni, giurista e accademico
- Antonio La Pergola, giurista e politico
- Francesco Lanza, scrittore
- Concetto Marchesi, politico, latinista e accademico
- Luciano Modica, accademico, politico e matematico
- Giuseppe Muscatello, chirurgo
- Antonino Paternò Castello, marchese di San Giuliano, politico
- Salvatore Pappalardo, cardinale
- Giulio Emanuele Rizzo, archeologo
- Domenico Tempio, giornalista ed ex arbitro di calcio